# Armadillidium traiana
Armadillidium traiana är en kräftdjursart som beskrevs av Demianowicz 1932. Armadillidium traiana ingår i släktet Armadillidium och familjen klotgråsuggor. Inga underarter finns listade i Catalogue of Life.